# Vaartwijk (veenborg)
Vaartwijk is een 18e-eeuwse veenborg in het Nederlandse dorp Westerbroek, in de gemeente Midden-Groningen.

## Geschiedenis
Ten noorden van Westerbroek werd tussen 1740 en 1760 de Tjadenhoeve gebouwd, deze werd in 1797 verkocht aan de Groningse zaden- en graanhandelaar en vervener Willem Jacobs Hesselink (1752-1803). Hesselink liet het verbouwen tot eenvoudig buitenverblijf en noemde het Vaartwijk. Tot in de 19e eeuw was het geheel omgracht. Hesselinks nazaten woonden er tot 1920, toen het bos werd gekapt en de landerijen werden verkocht. Het huis werd in de jaren daarna onregelmatig bewoond en raakte in verval. De bijbehorende druivenkas werd tijdens de Tweede Wereldoorlog vernield. De veenborg werd in 1962 gerestaureerd door J.H. Cobben. De borg wordt bewoond en is niet te bezichtigen.

## Beschrijving

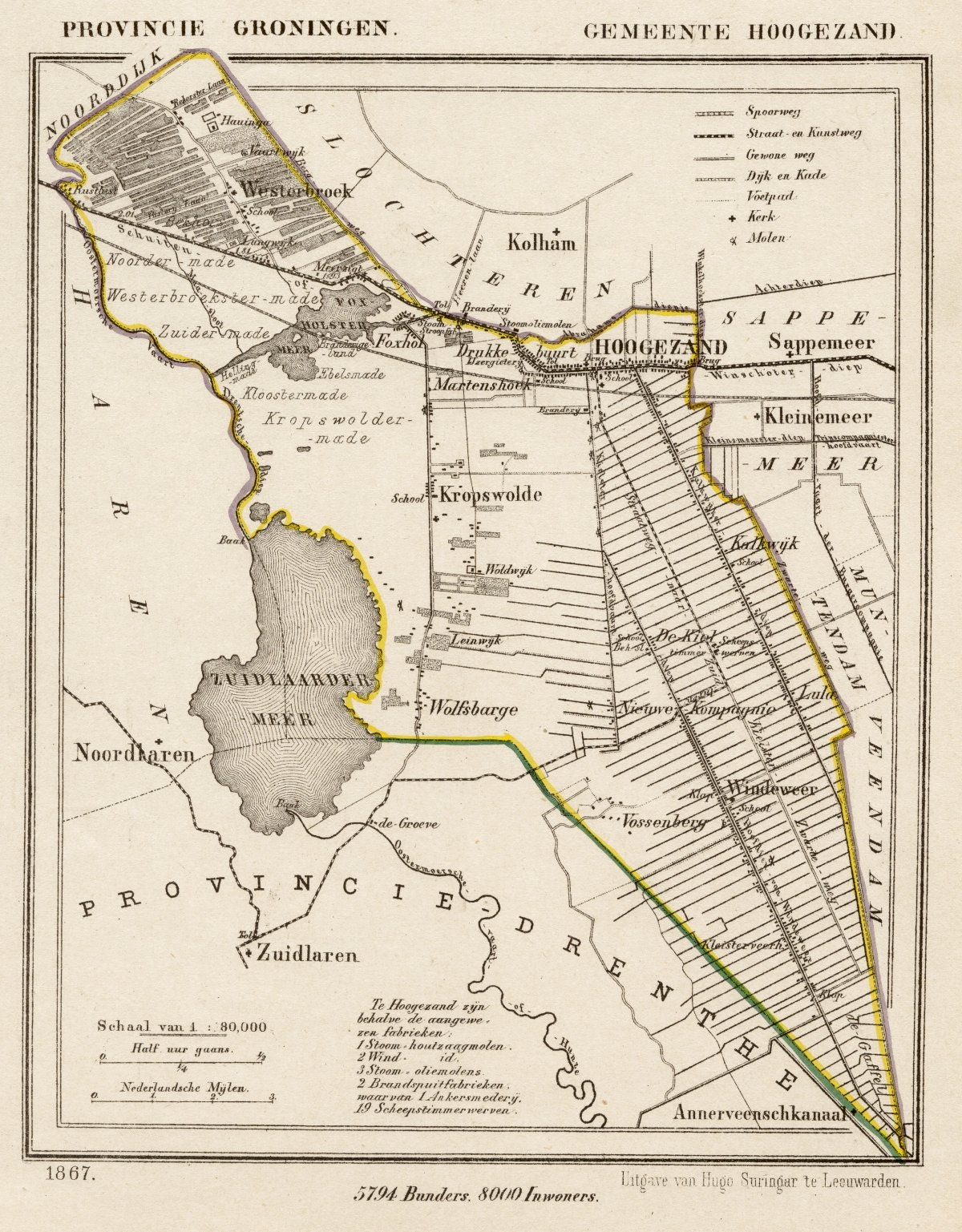
Kaart van Hoogezand (1867), met linksboven Vaartwijk

Het huis is een eenlaags gebouw, op een hoog onderhuis, opgetrokken in baksteen op een rechthoekige plattegrond. Het heeft een schilddak met grijze dakpannen en twee schoorstenen. De symmetrische voorgevel is vijf traveeën breed. De middentravee, waarin de entree met dubbele glazen deur is aangebracht, risalleert. Voor de ingang is een hardstenen, wigvormige stoep met eenvoudige balustrade geplaatst. Aan weerszijden van de middentravee zijn meerruitsramen geplaatst. Ook de achtergevel is symmetrisch en verdeeld in vijf traveeën, met in het midden een eenvoudige toegang tot het onderhuis.
Het huis staat op de oostelijke helft van een rechthoekig terrein, dat hoger ligt dan het omgevende maaiveld. Vanaf het einde van de Hesselinkslaan loopt een korte oprijlaan naar het ronde grasperk met grindpad midden voor het huis. Aan het begin van de oprijlaan staan de restanten van een hekwerk in Lodewijk XVI-stijl. Alleen de buitenste twee zandstenen hekpijlers zijn nog aanwezig, twee andere zijn afgebroken. Van het oorspronkelijke smeedijzeren hek resteert een zijstuk aan de buitenzijde van de westelijke pijler. Achter het huis ligt een smalle slingervijver, mogelijk deels ontstaan uit de oude gracht.

### Monumentenstatus
In 2004 werden de borg, parkaanleg en het hekwerk als rijksmonument opgenomen in het monumentenregister.